# Países Baixos nos Jogos Olímpicos de Inverno de 1960
Os Países Baixos mandaram 7 competidores que disputaram duas modalidades nos Jogos Olímpicos de Inverno de 1960, em Squaw Valley, nos Estados Unidos. A delegação conquistou 2 medalhas no total, sendo uma de prata, e uma de bronze.